# 三原卓三
三原 卓三（みはら たくぞう、1938年2月5日 - ）は、広島県出身の元プロ野球選手（外野手）。
現役時代は、地元球団の広島カープでプレー。広島東洋カープ・東北楽天ゴールデンイーグルスでプレーした正隨優弥外野手は、娘の長男（孫）に当たる。

## 経歴
広島県立庄原高等学校（現在の広島県立庄原格致高等学校）への在学中は、投手ながら、ゴルフのようにしゃくり上げるスイングでの豪快な打撃で注目されていた。1956年に、地元球団の広島カープへ入団。同期には、現役引退・広島東洋カープへの改称後に一軍監督を務めた阿南準郎内野手などがいた。
広島への入団を機に、前述した打撃を買われて、投手から外野手へ転向。入団3年目の1958年には、4月16日の対読売ジャイアンツ戦（広島市民球場）7回裏に代打へ起用されると、一軍公式戦での初安打を安原達佳から放った。一軍公式戦には通算で8試合に出場したが、安打はこの1本のみで、翌1959年に戦力外通告を経て現役を引退した。
引退の翌年（1960年）に、当時硬式野球部があった協和発酵工業へ入社。知人の紹介による入社で、硬式野球部が参加していた社会人野球で再起を試みたが、社風が合わずにわずか3ヶ月で退社した。退社後には、プロゴルファーへの転身を視野に浅見緑蔵（日本オープンゴルフ選手権優勝などの実績を持つプロゴルファー）へ師事。野球から完全に距離を置いたうえで、浅見が支配人を務めていた江ノ島ゴルフ場（神奈川県藤沢市、現存せず）のキャディーを任されていたが、結局はプロゴルファーへの転身も叶わなかった。
後に広島県へ帰郷。1996年に大阪府内で出生した正隨が、小学校への入学を機に広島市南区へ転居してからは、小・中学生時代を通じて平日に練習の相手を務めた。正隨によれば、「お互いに気が短いのでよく反発していたが、『野球の師匠』とも言える存在」という。80歳であった2018年に、正隨がNPBドラフト会議6巡目指名を経て亜細亜大学から広島へ入団したため、指名への感謝の意を直筆で記した手紙を広島球団へ送ったほか、新入団選手の発表記者会見に同席している。

## 詳細情報

### 年度別打撃成績
| 年 度     | 球 団     | 試 合 | 打 席 | 打 数 | 得 点 | 安 打 | 二 塁 打 | 三 塁 打 | 本 塁 打 | 塁 打 | 打 点 | 盗 塁 | 盗 塁 死 | 犠 打 | 犠 飛 | 四 球 | 敬 遠 | 死 球 | 三 振 | 併 殺 打 | 打 率 | 出 塁 率 | 長 打 率 | O P S |
| --------- | --------- | ----- | ----- | ----- | ----- | ----- | -------- | -------- | -------- | ----- | ----- | ----- | -------- | ----- | ----- | ----- | ----- | ----- | ----- | -------- | ----- | -------- | -------- | ----- |
| 1958      | 広島      | 7     | 10    | 10    | 0     | 1     | 0        | 0        | 0        | 1     | 0     | 0     | 0        | 0     | 0     | 0     | 0     | 0     | 3     | 0        | .100  | .100     | .100     | .200  |
| 1959      | 広島      | 1     | 1     | 1     | 0     | 0     | 0        | 0        | 0        | 0     | 0     | 0     | 0        | 0     | 0     | 0     | 0     | 0     | 1     | 0        | .000  | .000     | .000     | .000  |
| 通算：2年 | 通算：2年 | 8     | 11    | 11    | 0     | 1     | 0        | 0        | 0        | 1     | 0     | 0     | 0        | 0     | 0     | 0     | 0     | 0     | 4     | 0        | .091  | .091     | .091     | .182  |

### 背番号
- 43（1956年 - 1959年）